# Roadracing-VM 2018
Världsmästerskapen i Roadracing 2018 arrangerades av Internationella motorcykelförbundet och innehöll klasserna MotoGP, Moto2 och Moto3 i Grand Prix-serien. Därutöver hade klasserna Superbike, Supersport, Endurance och Sidovagnsracing världsmästerskapsstatus. VM-titlar delades ut till bästa förare och till bästa konstruktör.

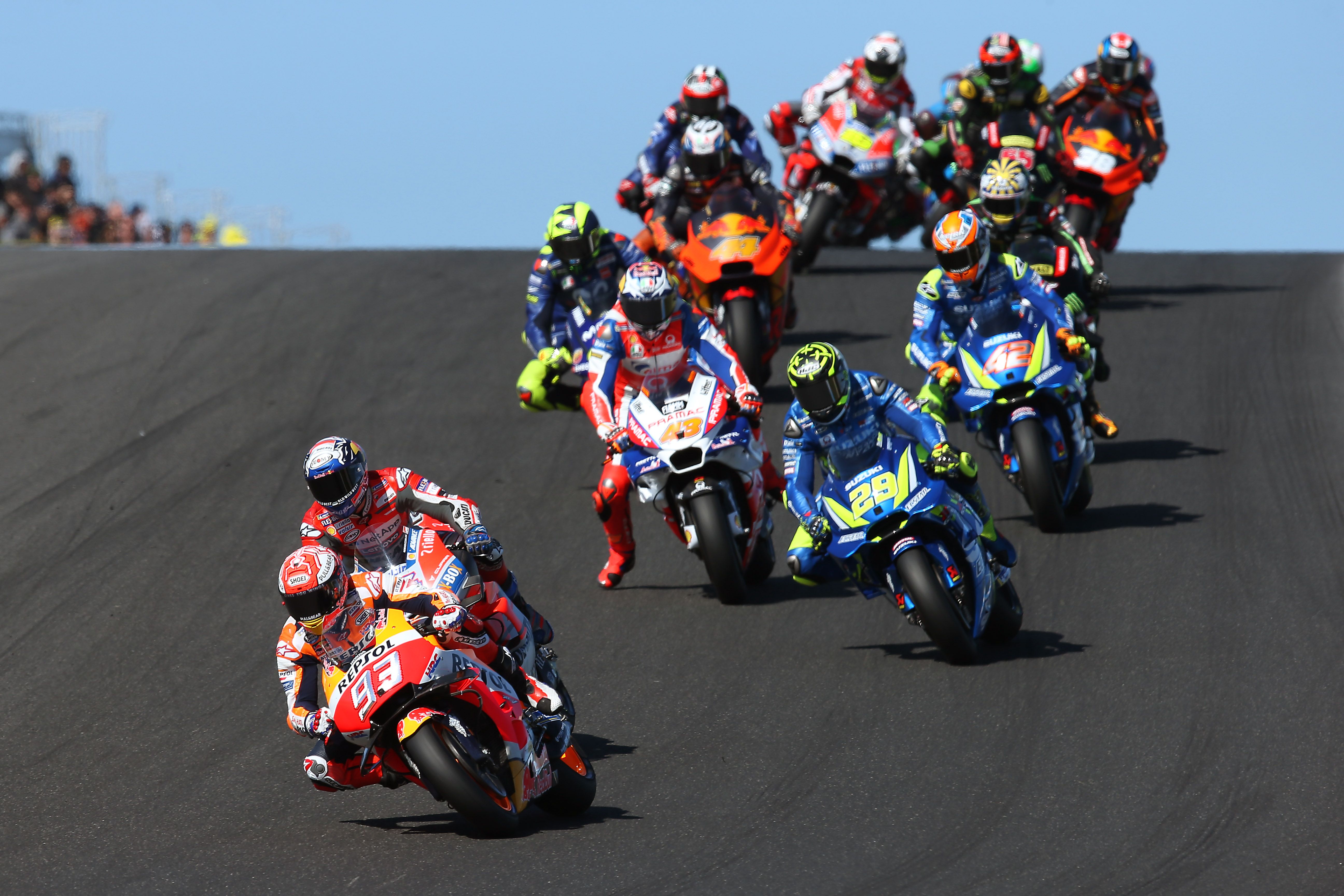
MotoGP på Phillip Island Circuit 2018.

| Världsmästare i roadracing 2018 | Världsmästare i roadracing 2018      | Världsmästare i roadracing 2018 |
| Klass                           | Mästare individuellt                 | Mästare konstruktörer           |
| ------------------------------- | ------------------------------------ | ------------------------------- |
| MotoGP                          | Marc Márquez                         | Honda                           |
| Moto2                           | Francesco Bagnaia                    | Kalex                           |
| Moto3                           | Jorge Martín                         | Honda                           |
| Superbike                       | Jonathan Rea                         | Kawasaki                        |
| Supersport                      | Sandro Cortese                       | Yamaha                          |
| Supersport 300                  | Ana Carrasco                         | Kawasaki                        |
| Endurance                       | F.C.C. TSR Honda France              | Honda                           |
| Sidvagn                         | B. Birchall/T. Birchall (Yamaha LCR) | -                               |

## Grand Prix
Grand Prix-klasserna i roadracing är MotoGP, Moto2 och Moto3. De körs tillsammans under sammanhållna tävlingshelger.

### Tävlingskalender
Tävlingskalendern för 2018 innehåller 19 Grand Prix - ett fler än 2017. Thailands Grand Prix på Chang International Circuit gör debut. I övrigt är det samma banor som 2017.
| Omgång | Datum        | Grand Prix     | Bana                        | Segrare Moto3         | Segrare Moto2       | Segrare MotoGP   |
| ------ | ------------ | -------------- | --------------------------- | --------------------- | ------------------- | ---------------- |
| 1      | 18 mars^1    | Qatar          | Losail                      | Jorge Martín          | Francesco Bagnaia   | Andrea Dovizioso |
| 2      | 8 april      | Argentina      | Termas de Río Hondo         | Marco Bezzecchi       | Mattia Pasini       | Cal Crutchlow    |
| 3      | 22 april     | Amerika        | Circuit of the Americas     | Jorge Martín          | Francesco Bagnaia   | Marc Márquez     |
| 4      | 6 maj        | Spanien        | Jerez                       | Philipp Öttl          | Lorenzo Baldassarri | Marc Márquez     |
| 5      | 20 maj       | Frankrike      | Le Mans Bugatti             | Albert Arenas         | Francesco Bagnaia   | Marc Márquez     |
| 6      | 3 juni       | Italien        | Mugello Circuit             | Jorge Martín          | Miguel Oliveira     | Jorge Lorenzo    |
| 7      | 11 juni      | Katalonien     | Circuit de Catalunya        | Enea Bastianini       | Fabio Quartararo    | Jorge Lorenzo    |
| 8      | 1 juli       | TT Assen       | TT Circuit Assen            | Jorge Martín          | Francesco Bagnaia   | Marc Márquez     |
| 9      | 15 juli      | Tyskland       | Sachsenring                 | Jorge Martín          | Brad Binder         | Marc Márquez     |
| 10     | 5 augusti    | Tjeckien       | Masaryk Circuit, Brno       | Fabio Di Giannantonio | Miguel Oliveira     | Andrea Dovizioso |
| 11     | 12 augusti   | Österrike      | Red Bull Ring               | Marco Bezzecchi       | Francesco Bagnaia   | Jorge Lorenzo    |
| 12     | 26 augusti   | Storbritannien | Silverstone Circuit         | Inställt              | Inställt            | Inställt         |
| 13     | 9 september  | San Marino     | Misano                      | Lorenzo Dalla Porta   | Francesco Bagnaia   | Andrea Dovizioso |
| 14     | 23 september | Aragonien      | Motorland Aragón            | Jorge Martín          | Brad Binder         | Marc Márquez     |
| 15     | 7 oktober    | Thailand       | Chang International Circuit | Fabio Di Giannantonio | Francesco Bagnaia   | Marc Márquez     |
| 16     | 21 oktober   | Japan          | Twin Ring Motegi            | Marco Bezzecchi       | Francesco Bagnaia   | Marc Márquez     |
| 17     | 28 oktober   | Australien     | Phillip Island Circuit      | Albert Arenas         | Brad Binder         | Maverick Viñales |
| 18     | 4 november   | Malaysia       | Sepang                      | Jorge Martín          | Luca Marini         | Marc Márquez     |
| 19     | 18 november  | Valencia       | Circuit Ricardo Tormo       | Can Öncü              | Miguel Oliveira     | Andrea Dovizioso |

Noter:
- ^1  - Kvällsrace i elljus.

### Poängräkning
De 15 främsta i varje race får poäng enligt tabellen nedan. Alla race räknas.
| Plats | 1  | 2  | 3  | 4  | 5  | 6  | 7 | 8 | 9 | 10 | 11 | 12 | 13 | 14 | 15 |
| ----- | -- | -- | -- | -- | -- | -- | - | - | - | -- | -- | -- | -- | -- | -- |
| Poäng | 25 | 20 | 16 | 13 | 11 | 10 | 9 | 8 | 7 | 6  | 5  | 4  | 3  | 2  | 1  |

## MotoGP

### Regeländringar
Till 2018 ändras regelverket tämligen lite.

### Team och förare 2018
Det blir en förare fler än 2017 då LCR-teamet utökar till två förare. Nya förare som tillkommer är Franco Morbidelli, Thomas Lüthi , Taakai Nakagani, Hafizh Syahrin och Xavier Simon från Moto2. Loriz Baz lämnar MotoGP till förmån för Superbike. Hector Barberá och Sam Lowes går ner till Moto2-klassen. Jonas Folger avstår på grund av sjukdom
Märkesteam
- Repsol Honda: Marc Márquez och Dani Pedrosa fortsätter.
- Movistar Yamaha: Valentino Rossi och Maverick Viñales fortsätter.
- Ducati Corse: Andrea Dovizioso och Jorge Lorenzo fortsätter
- Ecstar Suzuki: Andrea Iannone och Alex Rins fortsätter.
- Aprilia Gresini: Aleix Espargaró fortsätter. Scott Redding ersätter Sam Lowes.
- KTM: Pol Espargaró och Bradley Smith fortsätter.

Satellitteam
- LCR Honda: Cal Cruchlow fortsätter. Teamet utökar till två förare då Taakaki Nakagami kommer från Moto2 .
- Marc VDS Honda: Franco Morbidelli och Thomas Lüthi kommer upp från Moto2 och ersätter Tito Rabat och Jack Miller.
- Tech 3 Yamaha: Johann Zarco fortsätter. Jonas Folger avstod sin plats på grund av sjukdom och ersattes av Hafizh Syahrin från Moto2-klassen.
- Pramac Ducati: Danilo Petrucci fortsätter. Jack Miller från Marc VDS ersätter Scott Redding .
- Avintia Racing (Ducati): Tito Rabat från Marc VDS och Xavier Simeon från Moto2-klassen ersätter Héctor Barberá och Loris Baz.
- Aspar (Ducati): Alvaro Bautista och Karel Abraham fortsätter.

### Startlista MotoGP
| Nr | Förare             | Nation         | Team                           | Motorcykel | GP          | Anmärkning            |
| -- | ------------------ | -------------- | ------------------------------ | ---------- | ----------- | --------------------- |
| 4  | Andrea Dovizioso   | Italien        | Ducati Racing Team             | Ducati     | 1-19        |                       |
| 5  | Johann Zarco       | Frankrike      | Monster Yamaha Tech 3          | Yamaha     | 1-19        |                       |
| 6  | Stefan Bradl       | Tyskland       | EG 0,0 Marc VDS                | Honda      | 9           | Ersatte 21 Morbidelli |
| 6  | Stefan Bradl       | Tyskland       | Honda Racing Corporation       | Honda      | 10, 13      | Wildcard              |
| 6  | Stefan Bradl       | Tyskland       | LCR Honda Castrol              | Honda      | 18-19       | Ersatte 35 Crutchlow  |
| 7  | Mike Jones         | Australien     | Angel Nieto Team               | Ducati     | 17          | Ersatte 19 Bautista   |
| 9  | Danilo Petrucci    | Italien        | Alma Pramac Racing             | Ducati     | 1-19        |                       |
| 10 | Xavier Siméon      | Belgien        | Reale Avintia Racing           | Ducati     | 1-19        |                       |
| 12 | Thomas Lüthi       | Schweiz        | EG 0,0 Marc VDS                | Honda      | 1-19        |                       |
| 17 | Karel Abraham      | Tjeckien       | Angel Nieto Team               | Ducati     | 1-19        |                       |
| 19 | Álvaro Bautista    | Spanien        | Angel Nieto Team               | Ducati     | 1-16, 18-19 |                       |
| 19 | Álvaro Bautista    | Spanien        | Ducati Racing Team             | Ducati     | 17          | Ersatte 99 Lorenzo    |
| 21 | Franco Morbidelli  | Italien        | EG 0,0 Marc VDS                | Honda      | 1-19        |                       |
| 23 | Christophe Ponsson | Frankrike      | Reale Avintia Racing           | Ducati     | 13          | Ersatte 53 Rabat      |
| 25 | Maverick Viñales   | Spanien        | Movistar Yamaha MotoGP         | Yamaha     | 1-19        |                       |
| 26 | Dani Pedrosa       | Spanien        | Repsol Honda Team              | Honda      | 1-19        |                       |
| 29 | Andrea Iannone     | Italien        | Team Suzuki Ecstar             | Suzuki     | 1-19        |                       |
| 30 | Takaaki Nakagami   | Japan          | LCR Honda Idemitsu             | Honda      | 1-19        |                       |
| 35 | Cal Crutchlow      | Storbritannien | LCR Honda Castrol              | Honda      | 1-16        |                       |
| 36 | Mika Kallio        | Finland        | Red Bull KTM Factory Racing    | KTM        | 4, 7, 9     | Wildcard              |
| 38 | Bradley Smith      | Storbritannien | Red Bull KTM Factory Racing    | KTM        | 1-19        |                       |
| 41 | Aleix Espargaró    | Spanien        | Aprilia Racing Team Gresini    | Aprilia    | 1-19        |                       |
| 42 | Álex Rins          | Spanien        | Team Suzuki Ecstar             | Suzuki     | 1-19        |                       |
| 43 | Jack Miller        | Australien     | Alma Pramac Racing             | Ducati     | 1-19        |                       |
| 44 | Pol Espargaró      | Spanien        | Red Bull KTM Factory Racing    | KTM        | 1-10, 13-19 |                       |
| 45 | Scott Redding      | Storbritannien | Aprilia Racing Team Gresini    | Aprilia    | 1-19        |                       |
| 46 | Valentino Rossi    | Italien        | Movistar Yamaha MotoGP         | Yamaha     | 1-19        |                       |
| 50 | Sylvain Guintoli   | Frankrike      | Team Suzuki Ecstar             | Suzuki     | 7, 10, 16   | Wildcard              |
| 51 | Michele Pirro      | Italien        | Ducati Racing Team             | Ducati     | 6, 13, 19   | Wildcard              |
| 51 | Michele Pirro      | Italien        | Ducati Racing Team             | Ducati     | 18          | Ersatte 99 Lorenzo    |
| 53 | Tito Rabat         | Spanien        | Reale Avintia Racing           | Ducati     | 1-12        |                       |
| 55 | Hafizh Syahrin     | Malaysia       | Monster Yamaha Tech 3          | Yamaha     | 1-19        |                       |
| 76 | Loris Baz          | Frankrike      | Red Bull KTM Factory Racing    | KTM        | 12          | Ersatte 44 Espargaró  |
| 81 | Jordi Torres       | Spanien        | Reale Avintia Racing           | Ducati     | 14-19       | Ersatte 53 Rabat      |
| 89 | Katsuyuki Nakasuga | Japan          | Yamalube Yamaha Factory Racing | Yamaha     | 16          | Wildcard              |
| 93 | Marc Márquez       | Spanien        | Repsol Honda Team              | Honda      | 1-19        |                       |
| 99 | Jorge Lorenzo      | Spanien        | Ducati Racing Team             | Ducati     | 1-16, 18-19 |                       |

### Resultat MotoGP
| Omgång | Bana                    | Segrare          | Segrarens mc | Tvåa             | Trea             | Pole position    | Snabbaste varv   |
| ------ | ----------------------- | ---------------- | ------------ | ---------------- | ---------------- | ---------------- | ---------------- |
| 1      | Losail                  | Andrea Dovizioso | Ducati       | Marc Márquez     | Valentino Rossi  | Johann Zarco     | Andrea Dovizioso |
| 2      | Termas de Río Hondo     | Cal Crutchlow    | Honda        | Johann Zarco     | Álex Rins        | Jack Miller      | Marc Márquez     |
| 3      | Circuit of the Americas | Marc Márquez     | Honda        | Maverick Viñales | Andrea Iannone   | Marc Márquez     | Marc Márquez     |
| 4      | Jerez                   | Marc Márquez     | Honda        | Johann Zarco     | Andrea Iannone   | Cal Crutchlow    | Marc Márquez     |
| 5      | Le Mans Bugatti         | Marc Márquez     | Honda        | Danilo Petrucci  | Valentino Rossi  | Johann Zarco     | Marc Márquez     |
| 6      | Mugello                 | Jorge Lorenzo    | Ducati       | Andrea Dovizioso | Valentino Rossi  | Valentino Rossi  | Danilo Petrucci  |
| 7      | Catalunya               | Jorge Lorenzo    | Ducati       | Marc Márquez     | Valentino Rossi  | Jorge Lorenzo    | Jorge Lorenzo    |
| 8      | Assen                   | Marc Márquez     | Honda        | Álex Rins        | Maverick Viñales | Marc Márquez     | Maverick Viñales |
| 9      | Sachsenring             | Marc Márquez     | Honda        | Valentino Rossi  | Maverick Viñales | Marc Márquez     | Maverick Viñales |
| 10     | Brno                    | Andrea Dovizioso | Ducati       | Jorge Lorenzo    | Marc Márquez     | Andrea Dovizioso | Jorge Lorenzo    |
| 11     | Red Bull Ring           | Jorge Lorenzo    | Ducati       | Marc Márquez     | Andrea Dovizioso | Marc Márquez     | Andrea Dovizioso |
| 12     | Silverstone             | Inställt race    |              |                  |                  | Jorge Lorenzo    |                  |
| 13     | Misano                  | Andrea Dovizioso | Ducati       | Marc Márquez     | Cal Crutchlow    | Jorge Lorenzo    | Andrea Dovizioso |
| 14     | Aragón                  | Marc Márquez     | Honda        | Andrea Dovizioso | Andrea Iannone   | Jorge Lorenzo    | Andrea Dovizioso |
| 15     | Chang                   | Marc Márquez     | Honda        | Andrea Dovizioso | Maverick Viñales | Marc Márquez     | Marc Márquez     |
| 16     | Motegi                  | Marc Márquez     | Honda        | Cal Crutchlow    | Álex Rins        | Andrea Dovizioso | Marc Márquez     |
| 17     | Phillip Island          | Maverick Viñales | Yamaha       | Andrea Iannone   | Andrea Dovizioso | Marc Márquez     | Maverick Viñales |
| 18     | Sepang                  | Marc Márquez     | Honda        | Álex Rins        | Johann Zarco     | Marc Márquez     | Álex Rins        |
| 19     | Valencia                | Andrea Dovizioso | Ducati       | Álex Rins        | Pol Espargaró    | Maverick Viñales | Andrea Dovizioso |

### Mästerskapsställning MotoGP
Slutställning i förarmästerskapet efter 19 Grand Prix, varav 18 kördes.
1. Marc Márquez, 321 p. Klar världsmästare efter 16 Grand Prix
2. Andrea Dovizioso, 245 p.
3. Valentino Rossi, 198 p.
4. Maverick Viñales, 193 p.
5. Álex Rins, 169 p.
6. Johann Zarco, 158 p.
7. Cal Crutchlow, 148 p.
8. Danilo Petrucci, 144 p.
9. Jorge Lorenzo, 134 p.
10. Andrea Iannone, 133 p.
11. Dani Pedrosa, 117 p.
12. Álvaro Bautista, 105 p.
13. Jack Miller, 91 p.
14. Pol Espargaró, 51 p.
15. Franco Morbidelli, 50 p.
16. Hafizh Syahrin, 46 p.
17. Aleix Espargaró, 44 p.
18. Bradley Smith, 38 p.
19. Tito Rabat, 35 p.
20. Takaaki Nakagami, 33 p.

## Moto2
2018 är sista året med 600-kubiksmotorer från Honda. Säsongen 2019 ska Moto2 använda 750-kubiksmotorer från Triumph.

### Startlista Moto2
Preliminär startlista över ordinarie förare publicerades 9 november 2017. Den innehöll 33 förare. Sandro Cortese föll dock bort, så den slutliga startlistan innehöll 32 ordinarie förare. Nio förare från Italien och sju från Spanien. Vanligaste motorcykeln var Kalex, som användes av 20 förare. KTM, Speed Up, Tech3, Suter och NTS var de övriga fabrikaten. Det var 8 nya förare (rookies) i klassen: Romano Fenati, Joe Roberts, Federico Fuligni, Joan Mir, Eric Granado, Zulfahmi Khairuddin, Bo Bendsneyder och Jules Danilo. Héctor Barberá från MotoGP som aldrig kört Moto2 räknades ej som nykomling emedan han kört Moto2:s föregångare 250GP.
| Nr | Förare              | Nation         | Team                           | Motorcykel    | GP            | Anmärkning                         |
| -- | ------------------- | -------------- | ------------------------------ | ------------- | ------------- | ---------------------------------- |
| 2  | Jesko Raffin        | Schweiz        | SAG Team                       | Kalex         | 13, 14, 16-19 | Ersatte 55 Medina                  |
| 3  | Lukas Tolovic       | Tyskland       | Kiefer Racing                  | KTM           | 4-5           | Ersatte 77 Aegerter                |
| 3  | Lukas Tolovic       | Tyskland       | Forward Racing Team            | Suter         | 19            | Ersatte 62 Manzi                   |
| 4  | Steven Odendaal     | Sydafrika      | NTS RW Racing GP               | NTS           | 1-19          |                                    |
| 5  | Andrea Locatelli    | Italien        | Italtrans Racing Team          | Kalex         | 1-19          |                                    |
| 7  | Lorenzo Baldassarri | Italien        | Pons HP 40                     | Kalex         | 1-19          |                                    |
| 9  | Jorge Navarro       | Spanien        | Federal Oil Gresini Moto2      | Kalex         | 1-19          |                                    |
| 10 | Luca Marini         | Italien        | Sky Racing Team VR46           | Kalex         | 1-19          |                                    |
| 12 | Sheridan Morais     | Portugal       | Willi Race Racing Team         | Kalex         | 10, 13, 14    | Wildcard                           |
| 13 | Romano Fenati       | Italien        | Marinelli Snipers Team         | Kalex         | 1-13          | Fick lämna teamet                  |
| 14 | Héctor Garzó        | Spanien        | Tech 3 Racing                  | Tech 3        | 4-6, 19       | Ersatte 87 Gardner, 64 Bendsneyder |
| 16 | Joe Roberts         | USA            | NTS RW Racing GP               | NTS           | 1-19          |                                    |
| 18 | Xavi Cardelus       | Andorra        | Team Stylobike                 | Kalex         | 4, 5, 8-13    | Wildcard                           |
| 18 | Xavi Cardelus       | Andorra        | Marinelli Snipers Team         | Kalex         | 14-19         | Ersatte 13 Fenati                  |
| 19 | Corentin Perori     | Frankrike      | Promoto Sports                 | Transformiers | 5             | Wildcard                           |
| 20 | Fabio Quartararo    | Frankrike      | MB Conveyors - Speed Up Racing | Speed Up      | 1-19          |                                    |
| 21 | Federico Fuligni    | Italien        | Tasca Racing Scuderia Moto2    | Kalex         | 1-9, 11-19    |                                    |
| 22 | Sam Lowes           | Storbritannien | Swiss Innovative Investors     | KTM           | 1-19          |                                    |
| 23 | Marcel Schrötter    | Tyskland       | Dynavolt Intact GP             | Kalex         | 1-19          |                                    |
| 24 | Simone Corsi        | Italien        | Tasca Racing Scuderia Moto2    | Kalex         | 1-19          |                                    |
| 27 | Iker Lecuona        | Spanien        | Swiss Innovative Investors     | KTM           | 1-19          |                                    |
| 30 | Dimas Ekky Pratama  | Indonesien     | Astra Honda Racing Team        | Honda         | 7             | Wildcard                           |
| 30 | Dimas Ekky Pratama  | Indonesien     | Tech 3 Racing                  | Tech 3        | 18            | Ersatte 64 Bendsneyder             |
| 32 | Isaac Viñales       | Spanien        | SAG Team                       | Kalex         | 1-9           | Fick lämna teamet                  |
| 32 | Isaac Viñales       | Spanien        | Forward Racing Team            | Suter         | 11-19         | Ersatte 51 Granado                 |
| 36 | Joan Mir            | Spanien        | EG 0,0 Marc VDS                | Kalex         | 1-19          |                                    |
| 40 | Héctor Barberá      | Spanien        | Pons HP 40                     | Kalex         | 1-6           | Fick lämna teamet                  |
| 40 | Augusto Fernández   | Spanien        | Pons HP 40                     | Kalex         | 7-19          | Ersatte 40 Barberá                 |
| 41 | Brad Binder         | Sydafrika      | Red Bull KTM Ajo               | KTM           | 1-19          |                                    |
| 42 | Francesco Bagnaia   | Italien        | Sky Racing Team VR46           | Kalex         | 1-19          |                                    |
| 44 | Miguel Oliveira     | Portugal       | Red Bull KTM Ajo               | KTM           | 1-19          |                                    |
| 45 | Tetsuta Nagashima   | Japan          | Idemitsu Honda Team Asia       | Kalex         | 1-19          |                                    |
| 50 | Rafid Topan Sucipto | Indonesien     | Forward Racing Team            | Suter         | 18            | Ersatte 62 Manzi                   |
| 51 | Eric Granado        | Brasilien      | Forward Racing Team            | Suter         | 1-10          | Fick lämna teamet                  |
| 52 | Danny Kent          | Storbritannien | MB Conveyors - Speed Up Racing | Speed Up      | 1-14          | Fick lämna teamet                  |
| 54 | Mattia Pasini       | Italien        | Italtrans Racing Team          | Kalex         | 1-19          |                                    |
| 55 | Alejandro Medina    | Spanien        | SAG Team                       | Kalex         | 10-12         | Ersatte 32 Viñales                 |
| 57 | Edgar Pons          | Spanien        | AGR Team                       | Kalex         | 7, 14         | Wildcard                           |
| 57 | Edgar Pons          | Spanien        | MB Conveyors - Speed Up Racing | Speed Up      | 15-18         | Ersatte 52 Kent                    |
| 62 | Stefano Manzi       | Italien        | Forward Racing Team            | Suter         | 1-17          |                                    |
| 63 | Zulfahmi Khairuddin | Indonesien     | SIC Racing Team                | Kalex         | 1-4           | Avslutade säsongen                 |
| 64 | Bo Bendsneyder      | Nederländerna  | Tech 3 Racing                  | Tech 3        | 1-16          |                                    |
| 65 | Josh Owens          | Storbritannien | Tickhill Labour and Plant      | Kalex         | 12            | Wildcard                           |
| 66 | Niki Tuuli          | Finland        | SIC Racing Team                | Kalex         | 5-19          | Ny ordinarie efter 63 Khairuddin   |
| 67 | Bryan Staring       | Australien     | Tech 3 Racing                  | Tech 3        | 17            | Ersatte 64 Bendsneyder             |
| 70 | Tommaso Marcon      | Italien        | Speed Up Racing                | Speed Up      | 19            | Ersatte 57 Pons                    |
| 73 | Álex Márquez        | Spanien        | EG 0,0 Marc VDS                | Kalex         | 1-19          |                                    |
| 77 | Dominique Aegerter  | Schweiz        | Kiefer Racing                  | KTM           | 1-3, 6-19     |                                    |
| 80 | Cedric Tangre       | Frankrike      | Yohan Moto Sport               | Tech 3        | 5             |                                    |
| 87 | Remy Gardner        | Australien     | Tech 3 Racing                  | Tech 3        | 1-3, 7-19     |                                    |
| 89 | Khairul Idham Pawi  | Malaysia       | Idemitsu Honda Team Asia       | Kalex         | 1-19          |                                    |
| 95 | Jules Danilo        | Frankrike      | Nashi Argan SAG Team           | Kalex         | 1-19          |                                    |
| 97 | Xavi Vierge         | Spanien        | Dynavolt Intact GP             | Kalex         | 1-19          |                                    |
| 99 | Thitipong Warokorn  | Thailand       | SAG Team                       | Kalex         | 15            | Ersatte 55 Medina                  |

### Resultat Moto2
| Omgång | Bana                    | Segrare             | Segrarens mc | Tvåa                | Trea                | Pole position       | Snabbaste varv      |
| ------ | ----------------------- | ------------------- | ------------ | ------------------- | ------------------- | ------------------- | ------------------- |
| 1      | Losail                  | Francesco Bagnaia   | Kalex        | Lorenzo Baldassarri | Álex Márquez        | Álex Márquez        | Lorenzo Baldassarri |
| 2      | Termas de Río Hondo     | Mattia Pasini       | Kalex        | Xavi Vierge         | Miguel Oliveira     | Xavi Vierge         | Xavi Vierge         |
| 3      | Circuit of the Americas | Francesco Bagnaia   | Kalex        | Álex Márquez        | Miguel Oliveira     | Álex Márquez        | Francesco Bagnaia   |
| 4      | Jerez                   | Lorenzo Baldassarri | Kalex        | Miguel Oliveira     | Francesco Bagnaia   | Lorenzo Baldassarri | Lorenzo Baldassarri |
| 5      | Le Mans Bugatti         | Francesco Bagnaia   | Kalex        | Álex Márquez        | Joan Mir            | Francesco Bagnaia   | Lorenzo Baldassarri |
| 6      | Mugello                 | Miguel Oliveira     | KTM          | Lorenzo Baldassarri | Joan Mir            | Mattia Pasini       | Miguel Oliveira     |
| 7      | Catalunya               | Fabio Quartararo    | Speed Up     | Miguel Oliveira     | Álex Márquez        | Fabio Quartararo    | Fabio Quartararo    |
| 8      | Assen                   | Francesco Bagnaia   | Kalex        | Fabio Quartararo    | Álex Márquez        | Francesco Bagnaia   | Lorenzo Baldassarri |
| 9      | Sachsenring             | Brad Binder         | KTM          | Joan Mir            | Luca Marini         | Mattia Pasini       | Joan Mir            |
| 10     | Brno                    | Miguel Oliveira     | KTM          | Luca Marini         | Francesco Bagnaia   | Luca Marini         | Xavi Vierge         |
| 11     | Red Bull Ring           | Francesco Bagnaia   | Kalex        | Miguel Oliveira     | Luca Marini         | Francesco Bagnaia   | Brad Binder         |
| 12     | Silverstone             | Inställt race       |              |                     |                     | Francesco Bagnaia   |                     |
| 13     | Misano                  | Francesco Bagnaia   | Kalex        | Miguel Oliveira     | Marcel Schrötter    | Francesco Bagnaia   | Mattia Pasini       |
| 14     | Aragón                  | Brad Binder         | KTM          | Francesco Bagnaia   | Lorenzo Baldassarri | Brad Binder         | Álex Márquez        |
| 15     | Chang                   | Francesco Bagnaia   | Kalex        | Luca Marini         | Miguel Oliveira     | Lorenzo Baldassarri | Francesco Bagnaia   |
| 16     | Motegi                  | Francesco Bagnaia   | Kalex        | Lorenzo Baldassarri | Miguel Oliveira     | Francesco Bagnaia   | Francesco Bagnaia   |
| 17     | Phillip Island          | Brad Binder         | KTM          | Joan Mir            | Xavi Vierge         | Mattia Pasini       | Augusto Fernández   |
| 18     | Sepang                  | Luca Marini         | Kalex        | Miguel Oliveira     | Francesco Bagnaia   | Álex Márquez        | Luca Marini         |
| 19     | Valencia                | Miguel Oliveira     | KTM          | Iker Lecuona        | Álex Márquez        | Luca Marini         | Álex Márquez        |

### Mästerskapsställning Moto2
Slutställning i förarmästerskapet efter 19 Grand Prix, varav 18 kördes.
1. Francesco Bagnaia, 306 p. Klar världsmästare efter 18 Grand Prix.
2. Miguel Oliveira, 297 p.
3. Brad Binder, 201 p.
4. Álex Márquez, 173 p.
5. Lorenzo Baldassarri, 162 p.
6. Joan Mir, 155 p.
7. Luca Marini, 147 p.
8. Marcel Schrötter, 147 p.
9. Mattia Pasini, 141 p.
10. Fabio Quartararo, 138 p.
11. Xavi Vierge, 131 p.
12. Iker Lecuona, 80 p.
13. Jorge Navarro, 58 p.
14. Simone Corsi, 53 p.
15. Andrea Locatelli, 52 p.
16. Sam Lowes, 49 p.
17. Dominique Aegerter, 47 p.
18. Augusto Fernández, 45 p.
19. Remy Gardner, 40 p.
20. Tetsuta Nagashima, 20 p.

Av de 48 förare som startade i något Grand Prix tog 32 poäng.

## Moto3

### Startlista Moto3
Preliminär startlista över ordinarie förare publicerades 8 november 2017. Den innehöll 28 förare liksom den slutliga startlistan. Flest förare - nio -  kom från Italien. Det var fem nykomlingar i klassen. Dessa var Jaume Masiá, Dennis Foggia, Kazuki Masaki, Alonso López och Makar Yurchenko.
| Nr | Förare                 | Nation         | Team                             | Motorcykel | GP          | Anmärkning                    |
| -- | ---------------------- | -------------- | -------------------------------- | ---------- | ----------- | ----------------------------- |
| 3  | Kevin Zannoni          | Italien        | TM Racing Factory 3570 MTA       | TM Racing  | 13          | Wildcard                      |
| 5  | Jaume Masiá            | Spanien        | Bester Capital Dubai             | KTM        | 1-17, 19    |                               |
| 7  | Adam Norrodin          | Malaysia       | Petronas Sprinta Racing          | Honda      | 1-18        |                               |
| 8  | Niccolo Bulega         | Italien        | Sky Racing Team VR46             | KTM        | 1-15        |                               |
| 9  | Apiwath Wongthananon   | Thailand       | VR46 Master Camp Team            | KTM        | 15, 18      | Wildcard                      |
| 10 | Dennis Foggia          | Italien        | Sky Racing Team VR46             | KTM        | 1-19        |                               |
| 11 | Livio Loi              | Belgien        | Reale Avintia Academy            | KTM        | 1-8         | Fick lämna teamet             |
| 12 | Marco Bezzecchi        | Italien        | Redox PruestelGP                 | KTM        | 1-19        |                               |
| 13 | Shizuka Okazaki        | Japan          | Kohara Racing Team               | Honda      | 16          | Wildcard                      |
| 14 | Tony Arbolino          | Italien        | Marinelli Snipers Team           | Honda      | 1-19        |                               |
| 15 | Filip Salac            | Tjeckien       | Cuna de Campeones Czech Talent   | KTM        | 10          | Wildcard                      |
| 16 | Andrea Migno           | Italien        | Angel Nieto Team Moto3           | KTM        | 1-19        |                               |
| 17 | John McPhee            | Storbritannien | CIP-Green Power                  | KTM        | 1-19        |                               |
| 18 | Ryan Van De Lagemaat   | Nederländerna  | Lamotec Lagemaat Racing          | KTM        | 8           | Wildcard                      |
| 19 | Gabriel Rodrigo        | Argentina      | RBA Boe Skull Rider              | KTM        | 1-17, 19    |                               |
| 20 | Jake Archer            | Storbritannien | City Lifting RS Racing           | KTM        | 12          | Wildcard                      |
| 21 | Fabio Di Giannantonio  | Italien        | Del Conca Gresini Moto3          | Honda      | 1-19        |                               |
| 22 | Kazuki Masaki          | Japan          | RBA Boe Skull Rider              | KTM        | 1-19        |                               |
| 23 | Niccolò Antonelli      | Italien        | Sic58 Squadra Corse              | Honda      | 1-16, 18-19 |                               |
| 24 | Tatsuki Suzuki         | Japan          | Sic58 Squadra Corse              | Honda      | 1-19        |                               |
| 25 | Raúl Fernández         | Spanien        | Angel Nieto Team                 | KTM        | 7, 14, 19   | Wildcard                      |
| 25 | Raúl Fernández         | Spanien        | Red Bull KTM Ajo                 | KTM        | 9           | Ersatte 40 Binder             |
| 26 | Izam Ikmal             | Indonesien     | Petronas Sprinta Racing          | Honda      | 19          | Ersatte 7 Norrodin            |
| 27 | Kaito Toba             | Japan          | Honda Team Asia                  | Honda      | 1-19        |                               |
| 31 | Celestino Vietti       | Italien        | Sky Racing Team VR46             | KTM        | 16-19       | Ersatte 8 Bulega              |
| 32 | Ai Ogura               | Japan          | Asia Talent Team                 | Honda      | 4, 8, 9, 11 | Wildcard                      |
| 33 | Enea Bastianini        | Italien        | Leopard Racing                   | Honda      | 1-19        |                               |
| 35 | Somkiat Chantra        | Thailand       | AP Honda Racing Thailand         | Honda      | 15          | Wildcard                      |
| 36 | Yuto Fukushima         | Japan          | Team Plus One                    | Honda      | 16          | Wildcard                      |
| 40 | Darryn Binder          | Sydafrika      | Red Bull KTM Ajo                 | KTM        | 1-8, 10-19  |                               |
| 41 | Nakarin Atiratphuvapat | Thailand       | Honda Team Asia                  | Honda      | 1-19        |                               |
| 42 | Marcos Ramírez         | Spanien        | Bester Capital Dubai             | KTM        | 1-19        |                               |
| 43 | Luca Grünwald          | Tyskland       | Freudenberg Racing Team          | KTM        | 9           | Wildcard                      |
| 44 | Aron Canet             | Spanien        | Estrella Galicia 0,0             | Honda      | 1-14, 16-19 |                               |
| 48 | Lorenzo Dalla Porta    | Italien        | Leopard Racing                   | Honda      | 1-19        |                               |
| 52 | Jeremy Alcoba          | Spanien        | Junior Team Estrella Galicia 0,0 | Honda      | 4, 14       | Wildcard                      |
| 52 | Jeremy Alcoba          | Spanien        | Estrella Galicia 0,0             | Honda      | 15          | Ersatte 44 Canet              |
| 55 | Yari Montella          | Italien        | Sic58 Squadra Corse              | Honda      | 13          | Wildcard                      |
| 55 | Yari Montella          | Italien        | Sic58 Squadra Corse              | Honda      | 17          | Ersatte 23 Antonelli          |
| 60 | Can Öncü               | Turkiet        | Red Bull KTM Ajo                 | KTM        | 19          | Wildcard                      |
| 65 | Philipp Öttl           | Tyskland       | Sudmetal Schedl GP Racing        | KTM        | 1-19        |                               |
| 69 | Tom Booth-Amos         | Storbritannien | Leopard Racing                   | Honda      | 12          | Wildcard                      |
| 71 | Ayumu Sasaki           | Japan          | Petronas Sprinta Racing          | Honda      | 1-13, 15-19 |                               |
| 72 | Alonso López           | Spanien        | Estrella Galicia 0,0             | Honda      | 1-19        |                               |
| 73 | Maximilian Kofler      | Österrike      | Motosport Kofler                 | KTM        | 11          | Wildcard                      |
| 75 | Albert Arenas          | Spanien        | Angel Nieto Team Moto3           | KTM        | 1-19        |                               |
| 76 | Makar Yurchenko        | Kazakstan      | CIP-Green Power                  | KTM        | 1-7         | Lämnade teamet                |
| 76 | Makar Yurchenko        | Kazakstan      | Marinelli Snipers Team           | Honda      | 18          | Wildcard                      |
| 77 | Vicente Pérez          | Spanien        | Reale Avintia Academy 77         | KTM        | 7, 9-19     | Wildcard, ersatte 11 Loi GP9- |
| 81 | Stefano Nepa           | Italien        | NRT Junior Team                  | KTM        | 6           | Wildcard                      |
| 81 | Stefano Nepa           | Italien        | CIP-Green Power                  | KTM        | 8-19        | Ersatte 76 Yurchenko          |
| 84 | Jakub Kornfeil         | Tjeckien       | Redox PruestelGP                 | KTM        | 1-19        |                               |
| 88 | Jorge Martin           | Spanien        | Del Conca Gresini Moto3          | Honda      | 1-19        |                               |
| 96 | Manuel Pagliani        | Italien        | Leopard Junior Team              | Honda      | 6           | Wildcard                      |

### Resultat Moto3
| Omgång | Bana                    | Segrare               | Segrarens mc | Tvåa                  | Trea                  | Pole position     | Snabbaste varv        |
| ------ | ----------------------- | --------------------- | ------------ | --------------------- | --------------------- | ----------------- | --------------------- |
| 1      | Losail                  | Jorge Martín          | Honda        | Arón Canet            | Lorenzo Dalla Porta   | Niccolò Antonelli | Arón Canet            |
| 2      | Termas de Río Hondo     | Marco Bezzecchi       | KTM          | Arón Canet            | Fabio Di Giannantonio | Tony Arbolino     | Jorge Martín          |
| 3      | Circuit of the Americas | Jorge Martín          | Honda        | Enea Bastianini       | Marco Bezzecchi       | Jorge Martín      | Enea Bastianini       |
| 4      | Jerez                   | Philipp Öttl          | KTM          | Marco Bezzecchi       | Marcos Ramírez        | Jorge Martín      | Alonso López          |
| 5      | Le Mans Bugatti         | Albert Arenas         | KTM          | Andrea Migno          | Marcos Ramírez        | Jorge Martín      | Jorge Martín          |
| 6      | Mugello                 | Jorge Martín          | Honda        | Marco Bezzecchi       | Fabio Di Giannantonio | Jorge Martín      | Fabio Di Giannantonio |
| 7      | Catalunya               | Enea Bastianini       | Honda        | Marco Bezzecchi       | Gabriel Rodrigo       | Enea Bastianini   | Jaume Masiá           |
| 8      | Assen                   | Jorge Martín          | Honda        | Arón Canet            | Enea Bastianini       | Jorge Martín      | Arón Canet            |
| 9      | Sachsenring             | Jorge Martín          | Honda        | Marco Bezzecchi       | John McPhee           | Jorge Martín      | Arón Canet            |
| 10     | Brno                    | Fabio Di Giannantonio | Honda        | Arón Canet            | Jakub Kornfeil        | Jakub Kornfeil    | Arón Canet            |
| 11     | Red Bull Ring           | Marco Bezzecchi       | KTM          | Enea Bastianini       | Jorge Martín          | Marco Bezzecchi   | Lorenzo Dalla Porta   |
| 12     | Silverstone             | Inställt race         |              |                       |                       | Jorge Martín      |                       |
| 13     | Misano                  | Lorenzo Dalla Porta   | Honda        | Jorge Martín          | Fabio Di Giannantonio | Jorge Martín      | Gabriel Rodrigo       |
| 14     | Aragón                  | Jorge Martín          | Honda        | Marco Bezzecchi       | Enea Bastianini       | Jorge Martín      | Jaume Masiá           |
| 15     | Chang                   | Fabio Di Giannantonio | Honda        | Lorenzo Dalla Porta   | Dennis Foggia         | Marco Bezzecchi   | Dennis Foggia         |
| 16     | Motegi                  | Marco Bezzecchi       | KTM          | Lorenzo Dalla Porta   | Darryn Binder         | Gabriel Rodrigo   | Darryn Binder         |
| 17     | Phillip Island          | Albert Arenas         | Honda        | Fabio Di Giannantonio | Celestino Vietti      | Jorge Martín      | Lorenzo Dalla Porta   |
| 18     | Sepang                  | Jorge Martín          | Honda        | Lorenzo Dalla Porta   | Enea Bastianini       | Jorge Martín      | Jorge Martín          |
| 19     | Valencia                | Can Öncü              | KTM          | Jorge Martín          | John McPhee           | Tony Arbolino     | Tony Arbolino         |

### Mästerskapsställning Moto3
Slutställning i förarmästerskapet efter 19 Grand Prix, varav 18 kördes.
1. Jorge Martín, 260 p. Klar världsmästare efter 18 Grand Prix.
2. Fabio Di Giannantonio, 218 p.
3. Marco Bezzecchi, 216 p.
4. Enea Bastianini, 177 p.
5. Lorenzo Dalla Porta, 155 p.
6. Arón Canet, 128 p.
7. Gabriel Rodrigo, 116 p.
8. Jakub Kornfeil, 116 p.
9. Albert Arenas, 107 p.
10. Marcos Ramírez, 102 p.
11. Andrea Migno, 84 p.
12. John McPhee, 78 p.
13. Jaume Masia, 76 p.
14. Tatsuki Suzuki, 71 p.
15. Niccolò Antonelli, 71 p.
16. Philipp Öttl, 58 p.
17. Darryn Binder, 57 p.
18. Tony Arbolino, 57 p.
19. Dennis Foggia, 55 p.
20. Ayumu Sasaki, 50 p.
21. Adam Norrodin, 46 p.

## Övriga VM-klasser
FIM delar ut världsmästerskap i fem klasser utöver de tre Grand Prix-klasserna: Superbike, Supersport, Supersport 300, Endurance och Sidvagn.

### Endurance
Endurance-VM 2017-2018 började i september 2017 med den klassiska 24-timmars tävlingen Bol d'Or. Övriga tävlingar kördes 2018. Tävlingskalender för säsongen 2017-2018 med fem deltävlingar: Bol d'Or 16-17 september 2017, Le Mans 24-timmars 21-22 april 2018, Slovakia Ring 8-timmars 12 maj,  Oschersleben 8-timmars 9 juni och Suzuka 8-timmars 29 juli.  Världsmästare för stall blev F.C.C. TSR Honda France med förarna Freddy Foray, Alan Techer och Josh Hook. Honda vann också konstruktörsmästerskapet.

### Sidvagn
Tävlingskalender för säsongen 2018 med sju deltävlingar: Le Mans 24-timmars 21 april, Slovakia Ring 11-12 maj (2 race), Sachsenring 23-24 juni (2 race), Pannonia Ring 30 juni-1 juli (2 race), TT Circuit Assen 19 augusti, Grobnik-Rieka 8-9 september (2 race) och Oschersleben 6 oktober.